# Yong Fujun
Yong Fujun, född 15 februari 1981, är en kinesisk bågskytt. Han deltog vid olympiska sommarspelen 2004.